# Durenombo
Durenombo is een bestuurslaag in het regentschap Batang van de provincie Midden-Java, Indonesië. Durenombo telt 2248 inwoners (volkstelling 2010).